# کی (اکلاهما)
کی(به انگلیسی: Keys) شهری در ایالت اکلاهما کشور ایالات متحده آمریکا است که جمعیت آن در سرشماری سال ۲۰۱۰ میلادی، ۵۶۵ نفر بوده‌است.